# Ichneumon torquatus
Ichneumon torquatus là một loài tò vò trong họ Ichneumonidae.